# Wärmeanschlusswert
Der Wärmeanschlusswert eines Netzes oder eines Kunden ist die Summe der Norm-Wärmebedarfswerte aller Wärmeverbrauchseinrichtungen dieses Netzes oder Kunden. Er findet besondere Verwendung in der Fernwärmewirtschaft.
Der Norm-Wärmebedarf ist der durch DIN 4701 ermittelte Wärmebedarf einer Heizungsleistung. Seit Oktober 2004 ist jedoch hierfür die DIN EN 12831 zur Heizlast in Kraft.